# روبرت ألبرت باور
روبرت ألبرت باور (بالإنجليزية: Robert Albert Bauer)‏ هو مقدم برامج إذاعية ودبلوماسي أمريكي، ولد في 1910، وتوفي في 2003.